# Skamokawa
Skamokawa az Amerikai Egyesült Államok északnyugati részén, Washington állam Wahkiakum megyéjében elhelyezkedő önkormányzat nélküli település.
Skamokawa postahivatala 1873 óta működik. A település neve chinook nyelven vízfelszíni füstöt vagy ködöt jelent.

## Fordítás
- Ez a szócikk részben vagy egészben  a   Skamokawa, Washington című angol Wikipédia-szócikk ezen változatának fordításán alapul.  Az eredeti cikk szerkesztőit annak laptörténete sorolja fel. Ez a jelzés csupán a megfogalmazás eredetét és a szerzői jogokat jelzi, nem szolgál a cikkben szereplő információk forrásmegjelöléseként.